# Лятно турне на Лед Зепелин в Исландия, Бат и Германия (1970)
Led Zeppelin Tour of Iceland, Bath and Germany, Summer 1970 е концертно турне на Английската рок-група Лед Зепелин между 22 юни и 22 юли 1970 г.

## История
Самостоятелните изяви на британска сцена по време на тази обиколка са едни от най-важните в кариерата на групата. Приемайки предложението на промоутъра Фреди Банистър, Лед Зепелин стават основна атракция на фестивала „Бат“. Хонорарът е 20 000 лири. Това е второто им участие в Шептън Молит след концерта от предишната 1969 г.
Събитието е пред 150 хилядна публика и е сериозно отразено от музикалната критика. Според членовете на бандата това е повратна точка в кариерата им по отношение на признанието във Великобритания. До този момент успехите са предимно отвъд Атлантика. Отзивите от британската преса са положителни и групата завоюва нови територии, този път на родна земя. Аудиозаписите от този концерт са откъсчлени и с много лошо качество.
Първото шоу от турнето е в Рейкявик, Исландия, вдъхновила Плант за стиховете на Immigrant Song. Само шест дни по-късно, на споменатия фестивал ‘Бат’ е първото ѝ изпълнение на живо. Кадри от концерта в Исландия (Dazed and Confused), са включени в менюто на Led Zeppelin DVD(2003).

На 17 юли в Есен (Германия) тълпа от фенове без билети започва да буйства пред залата и полицията, за да предотврати сблъсъци, я пуска вътре, но ефекта е обратен и разярените младежи хвърлят бутилки към сцената, което слага край на шоуто.

## Сетлист
- Immigrant Song
- Heartbreaker
- Dazed and Confused
- Bring It On Home
- Since I've Been Loving You
- Organ Solo"/"Thank You
- That's the Way
- What Is and What Should Never Be
- Moby Dick
- How Many More Times

Бисове:

- Whole Lotta Love
- Communication Breakdown

## Концерти
| Дата           | Град         | Държава  | Място               |
| -------------- | ------------ | -------- | ------------------- |
| 22 юни 1970 г. | Рейкявик     | Исландия | Laugardalshöll      |
| 28 юни 1970 г. | Шептън Молит | Англия   | Bath Festival       |
| 16 юли 1970 г. | Кьолн        | Германия | Sporthalle          |
| 17 юли 1970 г. | Есен         | Германия | Grugahalle          |
| 18 юли 1970 г. | Франкфурт    | Германия | Festhalle Frankfurt |
| 19 юли 1970 г. | Берлин       | Германия | Deutschlandhalle    |